# Stathmonotus culebrai
Stathmonotus culebrai is een  straalvinnige vissensoort uit de familie van snoekslijmvissen (Chaenopsidae). De wetenschappelijke naam van de soort is voor het eerst geldig gepubliceerd in 1940 door Seale.
De soort staat op de Rode Lijst van de IUCN als niet bedreigd, beoordelingsjaar 2007.